# Aeropuerto de Lloydminster
El Aeropuerto de Lloydminster (del inglés: Lloydminster Airport) (IATA: YLL, OACI: CYLL), se ubica a 2 MN (3.7 km; 2.3 mi) al noroeste de Lloydminster, Alberta, Canadá.

## Historia
Construido en 1981 a un costo de $ 6.3 millones para reemplazar el anterior Aeropuerto de Lloydminster, el nuevo aeropuerto sirve como el aeropuerto más grande de la región. A pesar del estatus de la Ciudad de Lloydminster como ciudad fronteriza que se extiende a lo largo de la frontera provincial, el aeropuerto está ubicado completamente dentro de Alberta, mientras que el antiguo aeropuerto estaba completamente dentro de Saskatchewan. Los restos del antiguo aeropuerto todavía se pueden ver hoy.

## Aerolíneas y destinos
- Central Mountain Air
  - Calgary / Aeropuerto Internacional de Calgary